# شركة المملكة القابضة
شركة المملكة القابضة هي شركة استثمارية سعودية تعمل في مجالات متعددة، تشمل الاستثمارات الاقتصادية والتبادل التجاري. يرأس الشركة الأمير الوليد بن طلال، ويعاونه فريق من الخبراء والمستشارين الاقتصاديين.
يُقدَّر رأس مال الشركة بحوالي 75 مليار ريال سعودي حتى عام 2005، مما يجعلها واحدة من أكبر الشركات في المملكة العربية السعودية.

## تاريخ التأسيس
تأسست الشركة عام 1979 تحت اسم "مؤسسة المملكة للتجارة والمقاولات" برأس مال قدره 100 ألف ريال سعودي، قدمه الأمير طلال بن عبد العزيز إلى نجله الأمير الوليد بن طلال. على مدار 16 عامًا، شهدت الشركة توسعًا ملحوظًا، وفي عام 1995 تم تحويلها إلى شركة قابضة تحت اسمها الحالي "شركة المملكة القابضة"، وذلك بعد عملية إعادة هيكلة بمساعدة شركة استشارية.
في 10 يوليو 2007، تم إدراج أسهم الشركة في السوق المالية السعودية (تداول)، مما عزز مكانتها في السوق المالي السعودي.

## مجلس الإدارة
أعضاء مجلس الإدارة والمديرين التنفيذيين:
- الأمير الوليد بن طلال: رئيس مجلس الإدارة.
- طلال بن إبراهيم الميمان: الرئيس التنفيذي.
- خالد بن عبد الله السحيم: نائب رئيس مجلس إدارة عضو مستقل.
- طاهر بن محمد عمر عقيل: عضو مجلس إدارة مستقل.
- هشام سليمان الحبيب: عضو غير تنفيذي في المجلس.
- السيد سرمد نبيل ذوق: الرئيس والمدير التنفيذي لشركة المملكة للاستثمارات الفندقية (KHI).
- عادل عبد العزيز العبد السلام: المدير التنفيذي للشؤون المالية والإدارية.
- تميم بسام جبر: المدير التنفيذي للاستثمارات الدولية.
- ندى صالح العتيقي: المديرة التنفيذية للمشاريع المحلية.

## القطاعات الاستثمارية
تقوم الشركة باختيار استثماراتها بناء على دراسات مخططة بحيث تكون الاستثمارات إستراتيجية فاعلة، وبذلك فقد تكونت للشركة حزمة من الاستثمارات في كافة القطاعات الاستراتيجية في كافة المناطق والدول، وهي تملك اسهم وسندات وشراكات في أعرق الشركات العالمية.
و من القطاعات التي تشملها تلك الحزمة هي:
- الاتصالات.
- الإعلام والقنوات التلفزيونية.
- البنوك.
- التقنية والتكنولوجيا.
- الفنادق.
- العقارات.[5]
- البناء.
- تجزئة الملابس الضخمة.
- الترفيه.

## أهم مساهمات الشركة
- متجر أمازون الإلكتروني
- إيه أو إل/تايم وارنر
- شركة أبل
- كوكا كولا
- كومباك
- باريس ديزني لاند
- متجر إيباي الإلكتروني
- فنادق فيرمونت
- شركة فورد
- فندق جورج الخامس
- هوليت-باكارد
- ماكدونالدز
- موتورولا للهواتف النقالة
- فنادق ومنتجعات موفنبيك
- نيوز كوربوريشن
- بيبسيكو
- برايس لاين
- بروكتر وغامبل
- شركة والت ديزني
- المؤسسة اللبنانية للإرسال
- سامبا، البنك السعودي الأمريكي
- استثمارات فنادق المملكة
- مجموعة صافولا (0.1%)
- مجموعة سامبا المالية (5%)
- سيتي غروب (4%)
- يورو ديزني (17.3%)
- مركز المملكة (32.5%)
- مدارس المملكة (100%)
- مستشفى المملكة (100%)
- فنادق فور سيزونس (22%)
- كاناري وارف (2%)
- روتانا (100%)
- شركة التصنيع الوطنية (15%)
- إيكوبنك (10%)
- طيران ناس (9%)
- تويتر[6] (/2%)
- قناة العرب الإخبارية

كافية مون